# Aigua de Valls
L'Aigua de Valls és un petit riu del Prepirineu que passa per les comarques del Berguedà i del Solsonès. És afluent per l'esquerra del Cardener i neix a 1,328 m. al sud de Gósol per la unió del Torrent de Coma i del Riu de Torrentsenta. Passa vora els llogarets de Sorribes, Espà, Feners i passat aquest poble entra en un congost entre les serres del Verd i d'Ensija. Dins aquest congost travessa el Pont Cabradís i poc després entrat al terme de Guixers i, per tant, a la Vall de Lord. En sortir de l'Estret de Vallpregona, passa per Valls i canvia la direcció Nord-Sud per avançar cap a l'Oest. S'uneix al Cardener a Aigüesjuntes, confluència que actualment es troba submergida sota les aigües del pantà de la Llosa del Cavall, al SE de Vilasaló.

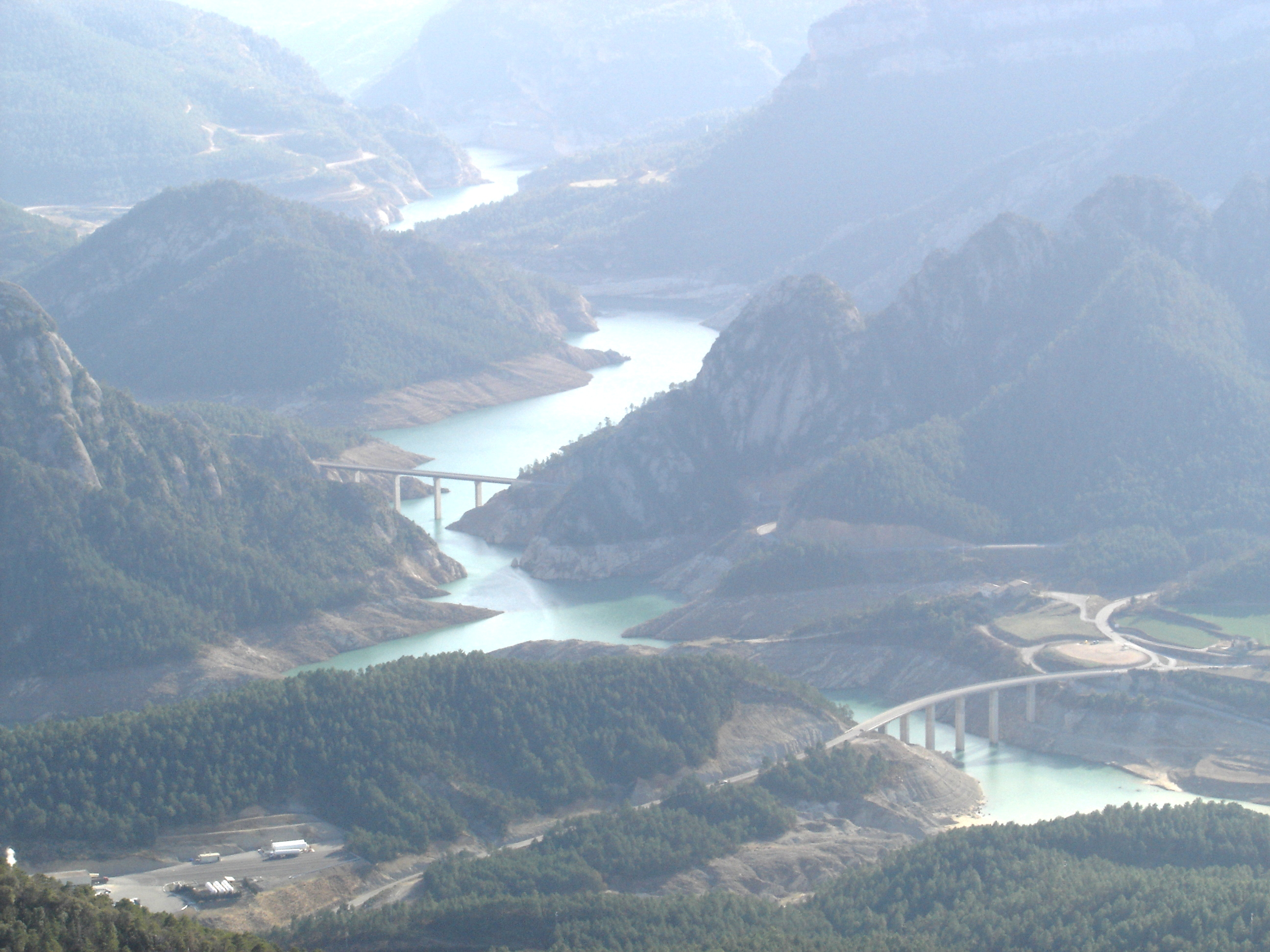
Aigüesjuntes (confluència de l'Aigua de Valls i el Cardener) en l'actualitat

La longitud d'aquest riu des de la confluència del Torrent de Coma amb el Riu de Torrentsenta fins a Aigüesjuntes és de 22,8 km. Des del mateix punt d'inici fins a la seva entrada al pantà de la Llosa del Cavall és de 16,7 km i des del naixement del Torrent de Coma fins a Aigüesjuntes és de 26 km.

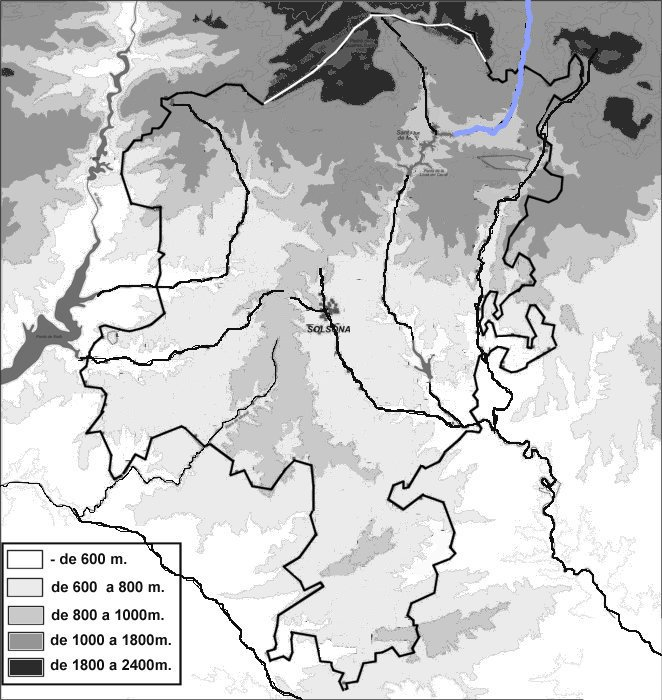
El curs del riu Aigua de Valls al Solsonès

## Territoris que travessa
Des del seu naixement, l'Aigua de Valls travessa successivament els següents municipis i comarques
|                                                    | Longitud (en m.) | % del recorregut |
| -------------------------------------------------- | ---------------- | ---------------- |
| Per l'interior del municipi de Gòsol               | 2.900            | 12,72%           |
| Per l'interior del municipi de Saldes              | 3.268            | 14,33%           |
| Per segon cop per l'interior del municipi de Gòsol | 3.892            | 17,7%            |
| Per l'interior del municipi de Guixers             | 12.740           | 55,88%           |
| C o m a r q u e s                                  |                  |                  |
| Per l'interior del Solsonès                        | 12.740           | 55,88%           |
| Per l'interior del Berguedà                        | 10.059,7         | 44,12%           |

## Perfil del seu curs

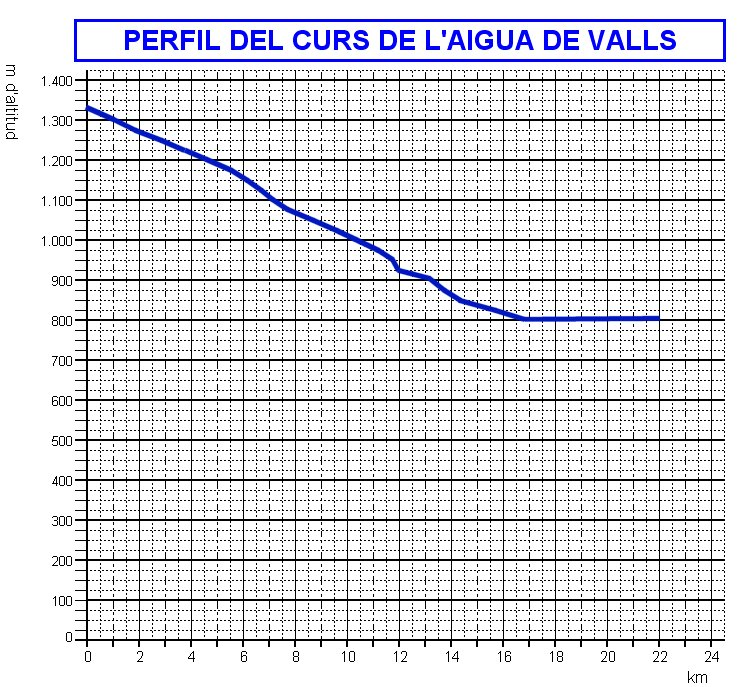
Perfil

El seu pendent mitjà és del 3,13%. El fet que el seu naixement no se situí a la capçalera de la conca fa que l'Aigua de Valls pròpiament dita no tingui curs alt. Així, des del seu naixement fins als 1.000 m. d'altitud el seu pendent mitjà és del 3,21%, amb un mínim del 2,70% entre els 1.075 i els 1.050 m. d'altitud en un tram de poc menys d'un km que recorre poc després de passar pel Molí de Güell i un màxim del 5,41% entre els 1.150 i els 1.125 m d'altitud, al seu pas per la zona del túnel de l'Avi.
Entre els 1.000 m. d'altitud i la seva entrada al pantà de la Llosa del Cavall, a 803 m d'altitud, el seu pendent mitjà és del 3,01% per bé que és en aquest tram on el riu assoleix el màxim pendent del seu recorregut: un 9,62% entre els 975 i els 950 m. d'altitud.

## Xarxa hidrogràfica

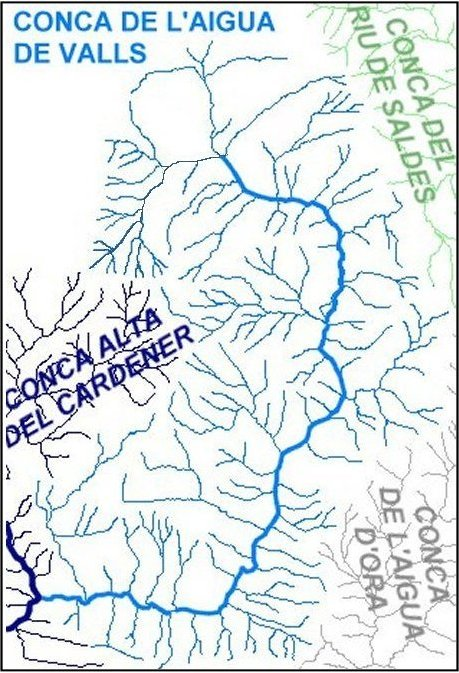
Mapa de la conca de l'Aigua de Valls

La xarxa hidrogràfica de l'Aigua de Valls està constituïda per 383 corrents fluvials que sumen una longitud total de 303,6 km.

### Distribució municipal
El conjunt de la xarxa hidrogràfica de l'Aigua de Valls transcorre pels següents termes municipals:
| Municipi           | Quantitat de cursos o trams | Longitud que hi transcorre |
| ------------------ | --------------------------- | -------------------------- |
| Guixers            | 195                         | 129.325 m.                 |
| Gósol              | 123                         | 127.761 m.                 |
| Saldes             | 30                          | 25.432 m.                  |
| La Coma i la Pedra | 37                          | 19.087 m.                  |
| Navès              | 1                           | 644 m.                     |
| Montmajor          | 1                           | 230 m.                     |